# Juan R. Torruella

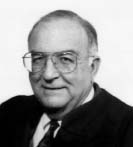
Juan R. Torruella

Juan Rafael Torruella del Valle Sr. (* 7. Juni 1933 in San Juan, Puerto Rico; † 26. Oktober 2020 ebenda) war ein US-amerikanischer Segler, Jurist und Richter, der unter anderem zwischen 1974 und 1984 Richter am US-Bundesbezirksgericht für San Juan (United States District Court of San Juan) sowie von 1982 bis 1984 Präsident (Chief Judge) dieses Gerichts war. Er war daraufhin von 1984 bis zu seinem Tode 2020  Richter am US-Berufungsgericht für den 1. Gerichtsbezirk (US Court of Appeals for the First Circuit) und zudem von 1994 bis 2001 als Chief Judge auch Präsident dieses Gerichts. Darüber hinaus war er auch Segler und nahm für Puerto Rico an den Olympischen Sommerspielen 1964, 1968, 1972 und 1976 in verschiedenen Klassen an den Segelwettbewerben teil.

## Leben

### Rechtsanwalt und Bundesrichter
Juan Rafael Torruella del Valle Sr. begann nach dem Besuch der Admiral Farragut Academy in Pine Beach ein Studium an der Wharton School, der Wirtschaftswissenschaftlichen Fakultät der University of Pennsylvania, das er 1954 mit einem Bachelor of Science (B.S.) beendete. Ein Studium der Rechtswissenschaften an der Juristischen Fakultät (Law School) der Boston University schloss er 1957 mit einem Juris Doctor (J.D.) ab und nahm nach seiner anwaltlichen Zulassung bei der Puerto Rico Bar Association 1959 eine Tätigkeit als Rechtsanwalt und Partner der Anwaltskanzlei Pieras and Torruella in San Juan auf.
Am 28. Mai 1974 wurde er von US-Präsident Richard Nixon als Richter am US-Bundesbezirksgericht für Puerto Rico (United States District Court of Puerto Rico) nominiert. Da der US-Senat kein Votum abgab, nominierte ihn der neue US-Präsident Gerald Ford am 18. November 1974 als Nachfolger von Hiram Rafael Cancio für den freigewordenen Posten abermals als Richter am US-Bundesbezirksgericht für Puerto Rico. Nach der Bestätigung durch den US-Senat am 18. Dezember 1974 trat er dieses Amt am 20. Dezember 1974 an und bekleidete dieses zehn Jahre lang bis zum 30. Oktober 1984. Als Nachfolger von Hernan Gregorio Pesquera war er vom 8. September 1982 bis zu seiner Ablösung durch Juan Pérez-Giménez am 8. Oktober 1984 als Chief Judge auch Präsident dieses Gerichts. 1984 schloss er ein postgraduales Studium der Rechtswissenschaften an der Law School der University of Virginia schloss er 1984 mit einem Master of Laws (LL.M.) ab. Daneben absolvierte er ein weiteres postgraduales Studium an der Fakultät für öffentliche Verwaltungswissenschaften der Universität von Puerto Rico, welches er ebenfalls 1984 mit einem Master of Public Administration (M.P.A.) beendete.
Am 1. August 1984 wurde Torruella, der auch über anwaltliche Zulassungen der American Bar Association, der District of Columbia Bar Association und der Federal Bar Association verfügte, von US-Präsident Ronald Reagan für eine neu geschaffene Stelle als Richter am US-Berufungsgericht für den 1. Gerichtsbezirk (US Court of Appeals for the First Circuit) nominiert. Nach der Bestätigung durch den US-Senat am 4. Oktober 1984 trat er dieses Amt am selben Tag an und bekleidete dieses mehr als 36 Jahre lang bis zu seinem Tod am 26. Oktober 2020. Am 3. August 1994 wurde er als Nachfolger von Stephen Breyer Chief Judge und damit Präsident des US Court of Appeals for the First Circuit. Er bekleidete dieses Amt bis zum 15. Juni 2001, woraufhin Michael Boudin seine Nachfolge antrat. Während dieser Zeit war er zugleich von 1994 bis 2001 Mitglied der Justizkonferenz der Vereinigten Staaten.

### Segler und Teilnahme an vier Olympischen Sommerspielen
Juan Rafael Torruella del Valle Sr. war auch Segler und nahm für Puerto Rico in verschiedenen Klassen an den Segelwettbewerben bei den Olympischen Sommerspielen 1964, 1968, 1972 und 1976 teil. 1964 belegte er im Finn-Dinghy den 31. Platz, 1968 im Flying Dutchman mit Radamés Torruella den 28. Platz, 1972 im Flying Dutchman mit José Rodríguez den 27. Platz sowie zuletzt 1976 im Soling mit James Fairbank und Lee Gentil den 22. Platz. Er war von 2006 bis 2014 zudem Mitglied des Internationalen Rates für Schiedsgerichtsbarkeit im Sport ICAS (Conseil International de l’Arbitrage en matière de Sport).
Aus seiner Ehe mit Anita Torruella gingen zwei Söhne hervor, darunter der Segler Juan Torruella, Jr. (* 1957).

## Veröffentlichungen
- The Supreme Court and Puerto Rico. The Doctrine of Separate and Unequal, 1985
- Global Intrigues: The Era of the Spanish-American War and the Rise of the United States to World Power, 2007
- La sombra larga del sol de mediodía, Ediciones Puerto, San Juan 2009